# Yandex.Edytor map
Yandex.Edytor map (ros. Народная карта, trb. Narodnaja karta) – serwis internetowy umożliwiający edycję map Yandex oparty na pracy wolontariuszy.
Projekt został uruchomiony w kwietniu 2010 w krajach WNP. W Polsce narzędzie jest dostępne od sierpnia 2017. Przeglądanie map jest możliwe bez rejestracji, do wprowadzania edycji niezbędne jest konto w serwisie Yandex. 

## Edycja
Mapę może edytować każdy użytkownik, który zarejestruje się w serwisie Yandex. Wszystkie zmiany są moderowane. Do edycji mapy używa się edytora, który daje możliwość utworzenia trzech klasycznych rodzajów obiektów wektorowych danych – punkt, linia, kontur. Lista kategorii zawiera ponad 150 typów obiektów, większość z nich posiada własne ikony.
W edytorze dostępnych jest pięć trybów specjalnych rysowania obiektów:
- Skalowanie i obrót – obrót obiektu wokół własnej osi i zmniejszenie/zwiększenie rozmiaru;
- Wyrównanie kątów – ułatwia rysowanie obiektów, w których większość to kąty proste;
- Zaokrąglenie narożników – ułatwia rysowanie dróg i rzek, zaokrągla ich narożniki;
- Przyleganie – granice konturów obiektów takich samych kategorii łączą się w jedną linię;
- Cięcie – pomaga rysować budynki sąsiadujące z granicami, a także domy o różnej wysokości.

Interfejs edycji pozwala również na wprowadzanie do niektórych kategorii obiektów dodatkowych danych, jak np. wysokość budynków, kierunek ruchu przy drogach, godziny pracy, telefon, strona internetowa organizacji i wiele innych. W serwisie zabronione jest tworzenie takich elementów jak m.in.: obiekty wojskowe, poligony, latarnie morskie, pasy startowe. Od lutego 2017 każdy użytkownik może uzyskać uprawnienia do tworzenia linii szlaków transportowych w swoim mieście.
W serwisie istnieje moderacja wszystkich obiektów. Zmiany, które przeszły oba poziomy moderacji, trafiają na mapy Yandex i inne usługi firmy.